# Unchair
Unchair ist eine französische Gemeinde mit 188 Einwohnern (Stand: 1. Januar 2022) im Département Marne in der Region Grand Est (vor 2016 Champagne-Ardenne). Die Gemeinde gehört zum Arrondissement Reims und zum Kanton Fismes-Montagne de Reims. 

## Geographie
Unchair liegt etwa 30 Kilometer westnordwestlich des Stadtzentrums von Reims. Umgeben wird Unchair von den Nachbargemeinden Breuil-sur-Vesle im Norden und Nordosten, Hourges im Osten, Crugny im Süden, Courville im Westen sowie Magneux im Nordwesten.

## Bevölkerungsentwicklung
| Jahr                       | 1962 | 1968 | 1975 | 1982 | 1990 | 1999 | 2006 | 2018 |
| Einwohner                  | 135  | 106  | 110  | 120  | 127  | 151  | 158  | 172  |
| Quellen: Cassini und INSEE |      |      |      |      |      |      |      |      |

## Sehenswürdigkeiten
- Kirche Saint-Rémi, Monument historique